# 棒花粘体虫
棒花粘体虫（学名：Myxosoma abbottinae）为粘体科粘体虫属的动物。在中国，分布于湖北等，营寄生生活，寄生在钝吻棒花鱼的胆囊、肾、肠。